# Мавика, Тереза
Тереза Иароччи Мавика (итал. Teresa Iarocci Mavica; 15 мая 1960 года, Бонефро) — итальянский арт-менеджер, искусствовед, сооснователь (совместно с главой ПАО «Новатэк» Леонидом Михельсоном) российского фонда поддержки современного искусства V-A-C. С 2009 года по 27 декабря 2021 года занимала должность генерального директора фонда. Главный куратор строительства и развития в Москве уникального образовательного и арт-пространства «Дом культуры ГЭС-2» (2017-2021 гг.)

## Биография
Тереза Иароччи Мавика родилась 15 мая 1960 года в городе Бонефро, провинции Кампобассо на юге Италии в семье политиков, сторонников Коммунистической партии Италии. Ее отец долгие годы проработал мэром, продолжив линию своих предков. Семейная история и определила будущее Терезы. Она окончила факультет политических наук Университета Востока в Неаполе, где её специализацией была советология.
В 1989 году Мавика переехала в Москву благодаря гранту Министерства иностранных дел Италии и Академии наук СССР на обучение в Институте народного хозяйства им. Г. В. Плеханова.
В 2003 году Мавика стала директором Stella Art Gallery, галереи, представлявшей западное искусство в Москве.
С 2005 по 2009 год была сооснователем и руководителем московского фонда «Современный город» — свободной экспериментальной площадки, которая содействовала молодым кураторам и художникам в профессиональном становлении.
В 2011 году Мавика вошла в Совет директоров компании «Арт-Финанс» и стала куратором корпоративной коллекции «Газпромбанка».
В июне 2013 года указом президента Италии ей был присужден орден Звезды итальянской солидарности (награда вручается за особые заслуги в сохранении и поддержке национального авторитета за рубежом, развитии дружественных отношений и сотрудничества между Италией и другими странами).
С 2015 по 2018 год Мавика была членом Комитета по приобретениям в России и Восточной Европе (Russian and Eastern European Acquisition Committee, REEAC) галереи Тейт, а с 2016 года она является участником Экспертного совета Европейской биеннале современного искусства «Манифеста».
В 2019 году Мавика получила российское гражданство. В ноябре 2019 года приказом Министерства культуры РФ её назначили комиссаром российского павильона на Венецианской Биеннале.
В 2009 году совместно с Леонидом Михельсоном она основала фонд V-A-C и стала его директором. В рамках фонда с 2017 года курирует создание в центре Москвы уникального для России и мира досугового, образовательного и арт-кластера «Дом культуры ГЭС-2»:
«Главное в моей жизни — это что-то строить, а не разрушать. Что-то делать, что может улучшить этот мир…»
После ухода в декабре 2021 года с поста генерального директора Фонда V‑A‑C Мавика продолжает занимать должность генерального директора V‑A‑C Дзаттере в Венеции, а также остаётся в совете директоров Фонда V‑A‑C и продолжает сотрудничество с его председателем Леонидом Михельсоном в качестве советника по международным проектам.